# Bruce Kendall
Anthony Bruce Kendall (27 giugno 1964) è un velista neozelandese.
Ha partecipato a tre edizioni dei giochi olimpici (1984, 1988 e 1992) conquistando complessivamente due medaglie.

## Palmarès
Olimpiadi
- 2 medaglie:
  - 1 oro (classe Mistral a Seul 1988)
  - 1 bronzo (classe Sailboard a Los Angeles 1984)